# 源良清
源良清（みなもとのよしきよ）とは、源氏物語に登場する架空の人物。

## 概要
光源氏の腹心の家来の一人である。
播磨守も経験した受領の息子であるため播磨近辺の事情に詳しいらしく、早くに明石の方の存在を光源氏に告げており、自身が明石の方に求愛して父の明石の入道から断られるなど明石の一族との関係で重要な役割を果たす存在である。

### 本名の人物
この源良清は本文中で「良清」と表記されている（ただし昇進していくに従って「少納言」・「近江守」などと他の多くの人物と同じように官職で記されるようになる）ため同じく光源氏の家来の一人である藤原惟光と並んで数多の登場人物の中で本名の判る数少ない人物の一人である。
この源良清の場合、若紫巻において「播磨守の子」とのみ表記されて明石の方の存在を光源氏に告げる人物として初めて現れ、続いては花宴巻において光源氏の従者「良清」として現れるが、この両者が同一人物であることは須磨巻になって初めて明らかにされる。もう一人の「本名で表記される人物」である藤原惟光が最初から「惟光」と表記され、他の人物と混同される余地がないのと比べると極めて変則的な形をとっているこれについては江戸時代末期に萩原広道の著した『源氏物語評釈』の惣論下「此の物語に様々の法則のある事」において特に取り上げられるなど、古くからさまざまな議論が存在している。

## 登場する巻
源良清は直接には以下の巻で登場し、本文中ではそれぞれ以下のように表記されている
- 第05帖 若紫 播磨守の子
- 第08帖 花宴 良清
- 第12帖 須磨 良清、良清の朝臣
- 第13帖 明石 良清、少納言、源少納言
- 第14帖 澪標 良清、佐
- 第21帖 少女 良清、近江守、左中弁（河内本では「右中弁」となっている）、近江

## 家系
父親は播磨守であるとされているが本文中には直接には現れない。明石巻で「源少納言」と呼ばれているため源氏の流れをくむことは分かるものの、それ以上の詳細は語られていない。光源氏と同じ賜姓源氏であるが、父親について唯一語られている官位（おそらくは極官かそれに近い官位）が「播磨守」であることを考えると、源氏の中でも王族からは数世代経ったかなり離れてしまった源氏であると考えられる。

## 主な活動
「播磨守の子」として歴代の播磨守から求婚されていた明石の方の存在を光源氏に告げる（第05帖 若紫）
光源氏の須磨退去に帯同する。（第12帖 須磨）
当初自分が明石の方に結婚を申し込んだが、父の明石入道に拒まれる。後に光源氏と明石の方の橋渡しをする（第13帖 明石）
近江守兼左中弁に登る。藤原惟光とともに娘を五節の舞姫に奉る。（第21帖 少女）
これ以後の動向は記されない。この点で本人の動向が一切記されないのは同じ本名で記された人物である藤原惟光も同様であるが、惟光の娘（藤典侍）が夕霧の側室となってこれ以降大きな役割を果たすのとは対照的である。